# Записки на манжетах
«Запи́ски на манже́тах» — частично автобиографическая повесть, написанная Михаилом Булгаковым в 1922—1923 годах. При жизни писателя повесть ни разу не публиковалась целиком, в настоящее время часть текста утеряна.

## Сюжет
Основным мотивом «Записок на манжетах» стала проблема отношений писателя и власти. В автобиографической повести достаточно подробно описана жизнь Булгакова на Кавказе и первые месяцы его пребывания в Москве, вплоть до практически дословного описания диспута об А. С. Пушкине (Владикавказ, лето 1920) и намерения эмигрировать.
Сохранившийся в настоящее время текст разделён на две части (в первоначальной редакции повесть состояла из трёх частей).
Во второй главе первой части происходит разговор главного героя (списанного с Булгакова), больного тифом, и его знакомого, беллетриста Юрия Слёзкина, о необходимости открытия подотдела искусств в газете. Главный герой становится заведующим литературной частью (завлитом).
В пятой главе «Камер-юнкер Пушкин» подробно описывается диспут о Пушкине, состоявшийся летом 1920 года во Владикавказе. В этом эпизоде главный герой берёт верх над оппонентом, предлагающим «Пушкина выкинуть в печку», однако после этого подвергается многочисленным нападкам в газете.
Между тем во Владикавказ то и дело заезжают известные писатели: Рюрик Ивнев, Осип Мандельштам, Борис Пильняк, Александр Серафимович
Главный герой читает статью «О чеховском юморе» в театре на «Вечере чеховского юмора» и получает предложение прочесть доклад о Пушкине; однако из-за художницы, изобразившей Пушкина похожим на Ноздрёва (персонаж поэмы Н. В. Гоголя «Мёртвые души»), «Пушкинский вечер» проваливается. Литературные вечера запрещают.
Главный герой принимает предложение помощника присяжного поверенного написать революционную пьесу «из туземной жизни». За пьесу автор получает сто тысяч и мечтает на эти деньги бежать во Францию, однако эмиграция срывается из-за нехватки средств. Некоторое время герой путешествует по Кавказу, затем решает вернуться домой, в Москву, где получает должность секретаря в Лито.
В главе «Неожиданный кошмар» в повесть вводятся элементы мистики. Герой, однажды утром не найдя в привычном месте Лито, замечает на стенах огненные надписи — цитаты из повести Гоголя «Нос». На следующий день оказывается, что за час до его прихода отдел был перенесён в другое помещение.
На протяжении всей части, описывающей приключения в Москве, перед героем стоит проблема отсутствия денег и возможности заниматься литературной деятельностью.
Повесть заканчивается ликвидацией Лито.

## Автобиографические мотивы
В главе «Камер-юнкер Пушкин» Булгаков довольно точно передал суть высказываний своего оппонента, главного редактора владикавказской газеты «Коммунист» Г. И. Астахова. В отчёте, помещённом в «Коммунисте», приводятся слова Астахова: 

«Пушкин — типичный представитель либерального дворянства, пытавшегося „примирить“ рабов с царем… И мы с спокойным сердцем бросаем в революционный огонь его полное собрание сочинений, уповая на то, что если там есть крупинки золота, то они не сгорят в общем костре с хламом, а останутся».

Возражения Булгакова, в повести переданные пушкинскими словами «ложная мудрость мерцает и тлеет перед солнцем бессмертным ума…», в статье «Коммуниста» с подзаголовком «Волк в овечьей шкуре» описываются так:

«С большим „фонтаном“ красноречия и с большим пафосом говорил второй оппонент — литератор Булгаков. <…> Пушкин был „и ночь и лысая гора“ приводит Булгаков слова поэта Полонского, и затем — творчество Пушкина божественно, лучезарно; Пушкин — полубог, евангелист, интернационалист (sic!). <…> Все было выдержано у литератора Булгакова в духе несколько своеобразной логики буржуазного подголоска и в тезисах и во всех ухищрениях вознести Пушкина».

В «Записках на манжетах» Булгаков дословно привёл отзывы оппонентов: «Я — „волк в овечьей шкуре“, Я — „господин“, Я — „буржуазный подголосок“».
«Революционная пьеса», о которой пишет Булгаков в главе «Бежать. Бежать!», носит название «Сыновья муллы».
В 1921 году Булгаков имел намерение эмигрировать и именно с этой целью добирался от Владикавказа до Батума, однако эмиграция не состоялась, так как у Булгакова не было денег, чтобы заплатить капитану судна, идущего в Константинополь. (Описывается это в той же главе «Бежать. Бежать!».)
Первая жена Булгакова Татьяна Лаппа в своих «Воспоминаниях» подтверждает намерение писателя эмигрировать: «Тогда Михаил говорит: „Я поеду за границу. Но ты не беспокойся, где бы я ни был, я тебя выпишу, вызову“. <…> Ходили на пристань, в порт он ходил, всё искал кого-то, чтоб его в трюме спрятали или ещё как, но тоже ничего не получалось, потому что денег не было».
Несмотря на наличие автобиографических мотивов, «Записки на манжетах» нельзя считать полностью автобиографическим произведением. При сопоставлении текста повести с историческими источниками (письмами, мемуарами, дневниками и пр.) становится ясно, что Булгаков сдвигает время тех или иных событий, иначе излагает происшедшее, изменяет имена и фамилии. Это было бы недопустимо в мемуарах, но в художественной литературе такое смещение — необходимая и обязательная часть вымысла:110—111.

## Проблематика
Основная идея повести «Записки на манжетах» — любимая мысль Булгакова о том, что жизнь, несмотря ни на что, нельзя остановить. В повести чётко выражены взгляды автора и высокие идеалы: «Но сердце и мозг не понесу на базар, хоть издохну». Булгаков высказывает в повести идею защиты русской классики, часто упоминаются имена известнейших русских писателей: Пушкина, Чехова, Гоголя, Льва Толстого. Высказывается также мысль о необходимости объединения лучших культурных сил страны вокруг этих имён и этих идеалов:106—107.

## Художественные особенности
Для повести «Записки на манжетах» характерны формальные поиски, сходные с техническими приёмами модернистов. В повести отсутствуют ярко выраженные сюжет и фабула, используется мемуарный материал, лишь в небольшой мере беллетризированный, задействован принцип монтажа со включением в ткань повествования лирических вставок и публицистических обобщений:253.
События в «Записках на манжетах» иной раз так странны и необычны, что являются почти фантастичными: неожиданное исчезновение некоторых персонажей, учреждений и внезапное появление других учреждений:255.

## Публикации
Впервые напечатано: часть первая — литературное приложение к газете «Накануне», 18 июня 1922 года, Берлин — Москва (с купюрами, отмеченными точками). Републикована с разночтениями, изъятиями и добавлениями: альманах «Возрождение», Москва, 1923 (№ 2). Отрывки из первой части перепечатаны (с некоторыми добавлениями): «Бакинский рабочий», 1 января 1924.
Вторая часть повести опубликована: «Россия», Москва, 1923 год (№ 5).
Обе части впервые опубликованы вместе (по текстам «Возрождения» и «России» с добавлением пропущенных фрагментов из «Накануне» и «Бакинского рабочего»): «Театр», Москва, 1987 год (№ 6).
Существовал более полный текст «Записок на манжетах», который Булгаков читал на собрании литературного общества «Никитинские субботники» в Москве 30 декабря 1922 года и 4 января 1923 года.

В протоколе заседания 30 декабря 1922 года зафиксировано:

Михаил Афанасьевич в своем предварительном слове указывает, что в этих записках, состоящих из 3-х частей, изображена голодная жизнь поэта где-то на юге (называя главного героя «Записок на манжетах» поэтом, Булгаков стремился создать впечатление, что он не столь автобиографичен, как это казалось слушателям). Писатель приехал в Москву с определенным намерением составить себе литературную карьеру. Главы из 3-й части Михаил Афанасьевич и читает.

19 апреля 1923 года Булгаков получил проект договора АО «Накануне» об отдельном издании повести, однако десятый параграф проекта (о сокращении текста по требованию цензуры) вызвал возражения писателя.
«Записки на манжетах» в Берлине так и не вышли, и рукописи или корректуры этого издания не сохранились. В незаконченной повести «Тайному другу» (1929) Булгаков описал финал этой истории: «Три месяца я ждал выхода рукописи и понял, что она не выйдет. Причина мне стала известна, над повестью повис нехороший цензурный знак. Они долго с кем-то шушукались и в Москве, и в Берлине».
Булгаков пытался опубликовать повесть также в издательстве «Недра» (написал письмо секретарю П. Н. Зайцеву), однако публикация не состоялась.
Известный сегодня текст повести не включает в себя третью часть, предположительно описывающую московские сцены.
Неизвестно содержание неопубликованной большей части текста «Записок на манжетах», вызвавшей основные цензурные претензии.